# Гора (регион)

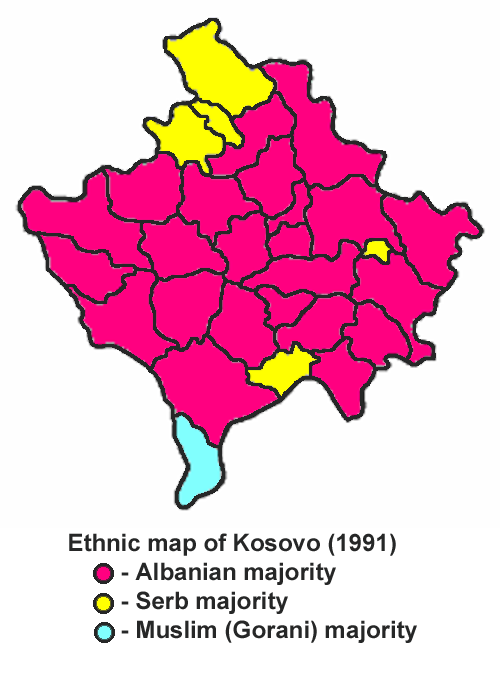
Бывший муниципалитет Гора обозначен на карте голубым

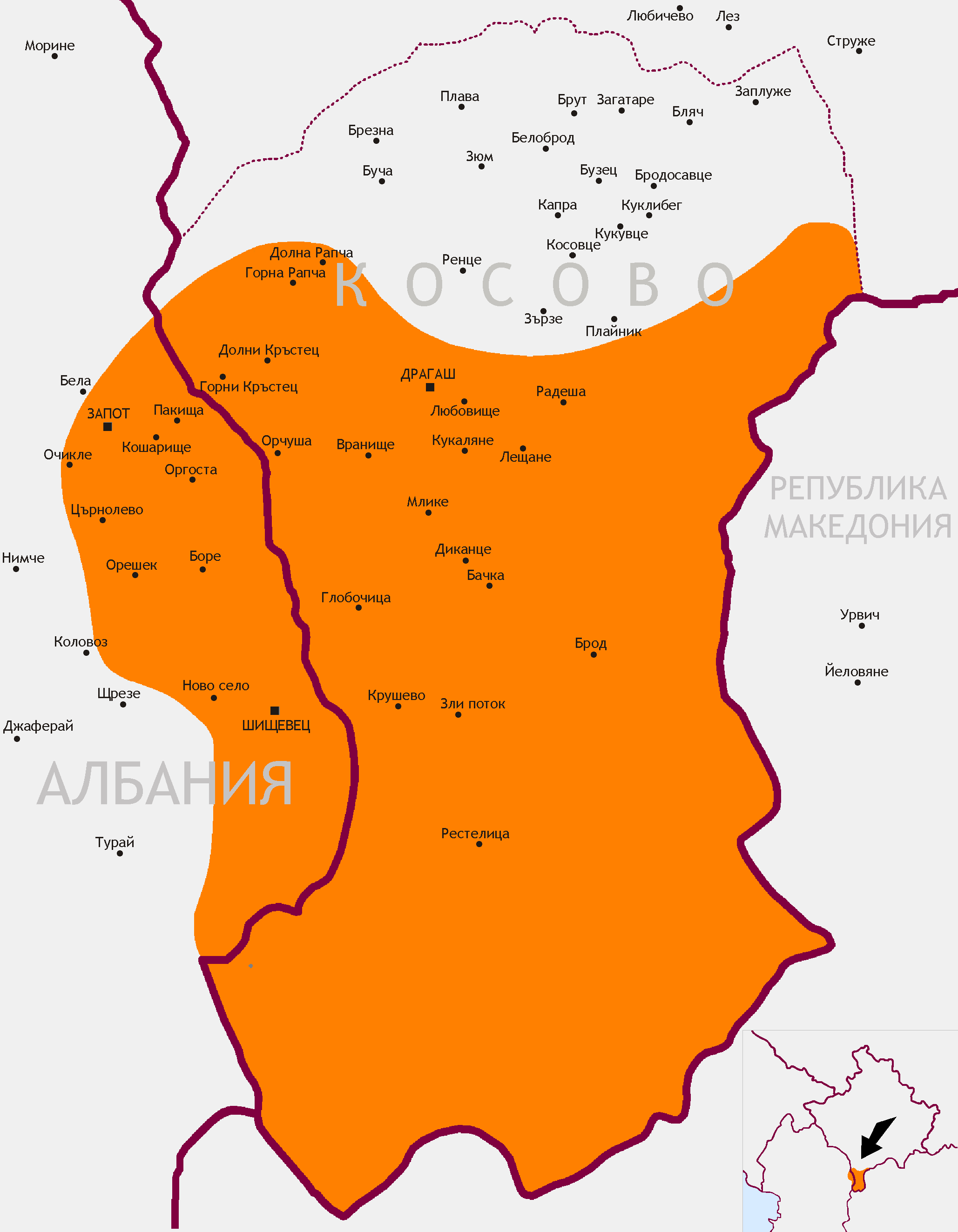
Детальная карта Горы, на границе Албании и Сербии

Го́ра — историко-географическая область в южной части Метохии, традиционно населённая горанцами (славяне-мусульмане). Между 1992 и 1999 годами Гора был муниципалитетом население которого составляло 17 574 человек. Сейчас регион является частью муниципалитета Драгаш.

## Название
Название «Гора» в других славянских языках обозначает то же, что и в русском.

## История
Гора впервые упомянут в 1348 году в указе Стефана Душана как жупа Сербского царства, состоящий из семи сёл, которые Душан подарил Церкви святых Архангелов возле Призрена.

## Население
Согласно переписи населения 1991 года, население муниципалитета Гора составляет:
- Горанцы ( 16,129)
- Албанцы (22, 785)[1]